# جام طلایی کونکاکاف ۲۰۰۰
جام طلایی کونکاکاف ۲۰۰۰ پنجمین دوره جام طلایی کونکاکاف بود که با شرکت تیم‌های عضو کونکاکاف (آمریکای شمالی، آمریکای مرکزی و کارائیب) برگزار شد. در پایان مسابقات تیم ملی فوتبال کانادا برای اولین بار به مقام قهرمانی رسید.